# Сорболлано
Сорболлано (фр. Sorbollano, корс. Surbuddà) — коммуна во Франции, находится в регионе Корсика. Департамент коммуны — Южная Корсика. Входит в состав кантона Таллано-Скопамене. Округ коммуны — Сартен.
Код INSEE коммуны — 2A285.

## Население
Население коммуны на 2008 год составляло 80 человек.
| 1962 | 1968 | 1975 | 1982 | 1990 | 1999 | 2008 |
| ---- | ---- | ---- | ---- | ---- | ---- | ---- |
| 115  | 114  | 110  | 63   | 73   | 69   | 80   |

## Экономика
В 2007 году среди 42 человек в трудоспособном возрасте (15—64 лет) 22 были экономически активными, 20 — неактивными (показатель активности — 52,4 %, в 1999 году было 61,8 %). Из 22 активных работало 18 человек (10 мужчин и 8 женщин), безработных было 4 (2 мужчины и 2 женщины). Среди 20 неактивных 2 человека были учениками или студентами, 14 — пенсионерами, 4 были неактивными по другим причинам.